# Glen Gulutzan
Glen Vincent Gulutzan (* 12. August 1971 in The Pas, Manitoba) ist ein ehemaliger kanadischer Eishockeyspieler und derzeitiger -trainer. Während seiner aktiven Karriere spielte er unter anderem für die Utah Grizzlies und Las Vegas Thunder in der International Hockey League sowie für die Fresno Falcons in der West Coast Hockey League. In Europa war Gulutzan für die schwedischen Zweitligisten Tranås AIF und IK Vita Hästen sowie für den finnischen Club Vaasan Sport aktiv. Als Cheftrainer ist er in der National Hockey League (NHL) seit Juli 2025 ein zweites Mal für die Dallas Stars tätig, die er bereits von 2011 bis 2013 betreute. Zudem war er in dieser Funktion in der NHL für die Calgary Flames (2016–2018) aktiv.

## Karriere als Spieler
Gulutzan war zunächst im Zeitraum von 1986 bis 1992 für die Moose Jaw Warriors, Brandon Wheat Kings und Saskatoon Blades in der kanadischen Juniorenliga Western Hockey League aktiv, ehe er ab der Saison 1992/93 für zwei Spielzeiten für die Eishockeymannschaft der University of Saskatchewan in der Canadian Interuniversity Athletics Union (CIAU) aufs Eis ging. Seine Laufbahn setzte der Kanadier im Anschluss an seine Universitätszeit zur Spielzeit 1994/95 beim schwedischen Zweitligisten Tranås AIF aus der Division 1 fort, für den Gulutzan in allen 32 Saisonpartien der Saison auflief.
Der Linksschütze entschied sich für eine weitere Spielzeit im Ligabetrieb der zweithöchsten schwedischen Ligastufe zu verweilen und nahm ein Angebot des Ligakonkurrenten IK Vita Hästen für die Saison 1995/96 an. Nachdem der Ligaerhalt gesichert war, verließ der Stürmer die Mannschaft und unterzeichnete im Sommer 1996 ein Arbeitspapier bei den Fresno Falcons aus der West Coast Hockey League. Dort avancierte Gulutzan rasch zu einem Führungsspieler und Leistungsträger der kalifornischen Traditionsmannschaft. Das Spieljahr 1996/97 beendete der Kanadier mit einer Bilanz von 30 Toren und 80 Assists in 60 Partien der regulären Saison und belegte dadurch ligaweit den fünften Platz. Teamintern war lediglich Sturmpartner Craig Lyons mit 111 Zählern erfolgreicher. In derselben Saison stand der Linksschütze außerdem in wenigen Partien für die Utah Grizzlies und Las Vegas Thunder in der International Hockey League im Einsatz, wobei der Offensivakteur nicht über den Status des Lückenfüllers hinaus kam.
Ungeachtet einer persönlich erfolgreichen Spielzeit im Trikot der Fresno Falcons verließ er Nordamerika bereits nach lediglich einer Saison wieder und heuerte beim finnischen Zweitligisten Vaasan Sport an, der erst vor Saisonbeginn in die I-divisioona aufgestiegen war. Zur Spielzeit 1998/99 kehrte Gulutzan zu den Fresno Falcons in die West Coast Hockey League zurück, für die der Kanadier bis zur Einstellung des Ligabetriebs im Mai 2003 aktiv war. Lediglich 1999 lief der Angreifer in elf Spielen für den Tranås AIF aufs Eis, für den er bereits in der Spielzeit 1994/95 aktiv gewesen war und mit diesen den Ligaerhalt in der zweithöchsten schwedischen Liga realisierte. Zurück in Fresno gelang es Gulutzan in der Saison 2001/02 mit der Mannschaft die Meisterschaft der WCHL und die Siegertrophäe, den Taylor Cup, zu erringen.

## Karriere als Trainer
In seinen letzten beiden Spielzeiten im Trikot der Fresno Falcons diente der Kanadier außerdem in der Funktion als Spielertrainer unter Cheftrainer Blaine Moore. Jeweils eine Saison füllte er gemeinsam mit einem aktiven Akteur der Kalifornier die Funktion des Assistenztrainers aus, zunächst mit Mike McCourt; für die letzte Saison stand Greg Spenrath dem Angreifer zur Seite. Anschließend entschied sich Gulutzan seinen Fokus komplett auf eine Laufbahn als Cheftrainer zu legen und erhielt zur Saison 2003/04 ein entsprechendes Angebot seitens der Las Vegas Wranglers aus der ECHL. Gleich in ihrer Premierensaison führte er die Expansionsmannschaft in die Endrunde und unterlag in der ersten Runde dem späteren Kelly-Cup-Sieger Idaho Steelheads. Insgesamt stand der Kanadier sechs Jahre bei den Wranglers aus der Casino-Metropole Las Vegas hinter der Bande, wobei in der Spielzeit 2007/08 mit dem Einzug in die Kelly-Cup-Finalserie der größte Erfolg verbucht wurde. Seine Führungsqualitäten wurden ebenfalls gewürdigt; 2006 erhielt der Kanadier den John Brophy Award als Cheftrainer des Jahres der ECHL überreicht.
Von 2009 bis 2011 war er in derselben Position bei den Texas Stars aus der American Hockey League aktiv und erreichte mit dem Farmteam der Dallas Stars aus der National Hockey League in der Saison 2009/10 die Finalserie um den Calder Cup, welche gegen die Hershey Bears mit einer 2:4-Niederlage endete. Nachdem Marc Crawford, Cheftrainer der Dallas Stars, im Frühjahr 2011 von seinen Aufgaben entbunden worden war, wurde Gulutzan im Juni 2011 von den Texanern als sechster Cheftrainer der Franchise-Historie vorgestellt und als dessen Nachfolger installiert. Nach zwei Saisons in Diensten der Dallas Stars ohne Playoff-Teilnahme wurde Gulutzan im Mai 2013 entlassen.
Es folgten drei Jahre als Assistenztrainer bei den Vancouver Canucks, ehe er im Juni 2016 als neuer Cheftrainer der Calgary Flames vorgestellt wurde und dort Bob Hartley beerbte. Die Flames betreute Gulutzan zwei Spielzeiten lang, bevor er im April 2018 nach dem Verpassen der Playoffs entlassen wurde. Knapp einen Monat später wurde er gemeinsam mit Trent Yawney als neue Assistenten von Todd McLellan bei den Edmonton Oilers angestellt. Bei den Oilers war er in der Folge sieben Jahre aktiv und erreichte mit dem Team in den Playoffs 2024 und Playoffs 2025 das Finale um den Stanley Cup, unterlag dort allerdings jeweils den Florida Panthers. Anschließend wurde er im Juli 2025 ein zweites Mal als Cheftrainer bei den Dallas Stars vorgestellt, wo er die Nachfolge von Peter DeBoer antrat.

## Erfolge und Auszeichnungen
- 2002 Taylor-Cup-Gewinn mit den Fresno Falcons
- 2006 John Brophy Award